# Johannes Rose
Johannes „Jojo“ Rose (* 5. Juli 1983 in Bielefeld) ist deutscher professioneller Base-Jumper. Aufgewachsen ist er im nordrhein-westfälischen Bielefeld und derzeit lebt er in Berlin. Seit 2003 widmet sich der Fallschirmsprunglehrer und Tandemmaster dem Base-jumpen, also dem Fallschirmspringen von festen Objekten.
Seine ersten Base-jumps machte er 2003 von einer 100 m hohen Autobahnbrücke. Bis jetzt hat er 1000 Base-jumps und 2300 Fallschirmsprünge absolviert. Zu seinen spektakulärsten Sprüngen zählen u. a. der von ihm organisierte und am 31. Januar 2005 mitgesprungene 10-way Indoor Guinness World Record; ein simultaner Sprung von 10 Leuten in einem Gebäude, dem Tropical Islands Dome südlich von Berlin.
Im Mai 2006 sicherte sich Rose den 3. Platz von 30 Teilnehmern beim German Base Cup, der ebenfalls im Tropical Islands Dome stattfand. Im Mai 2007 sprang er zusammen mit 14 Freunden an einem Tag von zehn verschiedenen Gebäuden in Frankfurt am Main. Damit sicherte das Team einen neuen Weltrekord. Dazu wurde Rose im Rahmen des Show-Programms anlässlich des Wolkenkratzer-Festivals eingeladen. Im August 2007 wurde ein internationales Team von 20 Springern, dem Rose auch angehörte, eingeladen, um vier Wochen lang durch Malaysia zu reisen, um in fünf Städten von Gebäuden zu springen.
Im Januar 2008 organisierte Rose den Indoor Base World Cup mit und nahm daran auch teil. Er belegte insgesamt den 10. Platz von 58 Teilnehmern. Jedoch war er der Beste unter den Springern, die bei allen sechs Wertungssprüngen ihren Fallschirm manuell auslösten. Dadurch hatte er wesentlich weniger Zeit, als alle vor ihm platzierten, die ihren Fallschirm automatisch öffneten, die Ziel-Landung vorzubereiten.
Am 26. Juli 2008 war er der erste Mensch, der von der Bastei in der sächsischen Schweiz gesprungen ist. Dabei öffnete er seinen Fallschirm automatisch, was aufgrund der geringen Höhe von weniger als 60 m notwendig war. Die Vorbereitungen für diesen Sprung dauerten etwa zwei Monate.
Im Oktober 2008 wurde Rose auf eine Expedition nach Zentralchina eingeladen, um dort in einer 662 m tiefe Höhle zu springen. Quer darüber gespannt war ein Drahtseil, an dem ein Sessel eines Skilifts hing, an den Rollen geschweißt waren. Der Sessel wurde mittels einer Seilwinde in die Mitte der Höhle gefahren, damit von dort aus gesprungen werden konnte. Neben den Sprüngen gelang es Rose und zwei weiteren Springern an einem Zirkus-Trapez, was an das Drahtseil gehängt wurde, Trapezkunst zu zeigen. Damit sicherten sich die drei einen Weltrekord für den höchsten Trapezakt an einem festen Objekt. Dieser wurde am 12. November 2009 auch von Guinness World Records anerkannt als ‚the highest static trapeze act’.
Am 15. Oktober 2008 sprang Rose aus der Gondel der Eibseeseilbahn, die zur Zugspitze hinauf führt. Er bekam die Genehmigung für diesen Sprung gerade einen Tag zuvor. Er war der erste Base-Jumper, der aus der Gondel sprang.
2011 lief Rose in Deutschland über das waagrecht gestellte 35 m lange Rotorblatt eines Windkraftwerks, sprang von seiner Hinterkante aus etwa 95 Höhe über Grund und war dabei etwa 18 Sekunden in der Luft.